# A Fidzsi-szigetek az 1972. évi nyári olimpiai játékokon
A Fidzsi-szigetek az NSZK-beli Münchenben megrendezett 1972. évi nyári olimpiai játékok egyik részt vevő nemzete volt. Az országot az olimpián 1 sportágban 2 sportoló képviselte, akik érmet nem szereztek.

## Atlétika
Férfi
| Versenyző      | Versenyszám    | Előfutam      | Előfutam      | Előfutam      | Negyeddöntő | Negyeddöntő | Negyeddöntő | Elődöntő | Elődöntő | Elődöntő | Döntő   | Döntő    |
| Versenyző      | Versenyszám    | Idő           | Hely.         | Össz.         | Idő         | Hely.       | Össz.       | Idő      | Hely.    | Össz.    | Idő     | Helyezés |
| -------------- | -------------- | ------------- | ------------- | ------------- | ----------- | ----------- | ----------- | -------- | -------- | -------- | ------- | -------- |
| Usaia Sotutu   | 5000 m         | 15:24,2       | 13.           | 58.           |             |             |             |          |          |          | kiesett | kiesett  |
| Usaia Sotutu   | 10000 m        | nem ért célba | nem ért célba | nem ért célba |             |             |             |          |          |          | kiesett | kiesett  |
| Usaia Sotutu   | 3000 m akadály | 9:12,0        | 12.           | 46.           |             |             |             |          |          |          | kiesett | kiesett  |
| Samuela Yavala | 400 m          | 47,76         | 6.            | 45.           | kiesett     | kiesett     | kiesett     | kiesett  | kiesett  | kiesett  | kiesett | kiesett  |